# Kim Jung-sook
Kim Jung-sook (koreanisch 김정숙; * 15. November 1954 in Seoul) ist eine südkoreanische klassische Sängerin sowie als Ehefrau des ehemaligen südkoreanischen Präsidenten Moon Jae-in seit dem 10. Mai 2017 First Lady Südkoreas.

## Leben und Wirken
Kim kam 1954 in Seoul zur Welt. Ihre Eltern betrieben einen Hanbok-Laden am Gwangjang-Markt in Seoul, zogen aber später auf die Insel Ganghwado. Sie machte ihren Abschluss an einer der renommiertesten Frauenschulen des Landes, der Sookmyung Girls' Middle and High School. Kim erwarb einen Bachelor of Arts in Vokalmusik an der Kyung-Hee-Universität. Zwischen 1978 und 1982 war sie Mitglied des Seoul Metropolitan Chorus. Kim lernte ihren zukünftigen Ehemann Moon während ihrer Studienzeit an der Kyung-Hee Universität kennen. Ihre Beziehung wurde enger, nachdem sie sich um Moon kümmerte, der während einer Anti-Park Chung-hee-Demonstration durch Reizstoff außer Gefecht gesetzt wurde. Moon und Kim heirateten 1981, während Moon am Judicial Research and Training Institute studierte. Aufgrund ihrer lockeren Persönlichkeit erhielt Kim den Spitznamen „Jolly Lady“, der während Moons Präsidentschaftswahlkampf 2017 weit verbreitet war. Kim wurde bei der Amtseinführung ihres Mannes als Präsident am 10. Mai 2017 zur First Lady der Republik Korea. Als First Lady konzentriert sie sich auf Minderheiten in der Gesellschaft, wie Menschen mit Behinderungen, Alleinerziehende und ältere Menschen, indem sie entsprechende Veranstaltungen des Blauen Hauses ausrichtet, Gedenkreden für entsprechende kulturelle Veranstaltungen hält und entsprechende Einrichtungen besucht, wenn sie den offiziellen oder staatlichen Besuch ihres Mannes im Ausland begleitet.

## Auszeichnungen
- 12. Juni 2019: Verdienstordens (Norwegen) (Großkreuz)
- 14. Juni 2019: Nordstern-Ordens (Kommandeur)
- 2022: Mugunghwa-Orden